# Episodi di Tutta colpa di Freud - La serie
La prima stagione della serie televisiva Tutta colpa di Freud - La serie, composta da 8 episodi, è stata pubblicata in prima visione in streaming sulla piattaforma Prime Video il 26 febbraio 2021 e trasmessa in chiaro su Canale 5 ogni mercoledì dal 1º al 22 dicembre 2021 in quattro prime serate.
| nº | Titolo in streaming | Pubblicazione    | nº | Titolo in chiaro | Prima visione    |
| -- | ------------------- | ---------------- | -- | ---------------- | ---------------- |
| 1  | Episodio 1          | 26 febbraio 2021 | 1  | Prima puntata    | 1º dicembre 2021 |
| 2  | Episodio 2          | 26 febbraio 2021 | 1  | Prima puntata    | 1º dicembre 2021 |
| 3  | Episodio 3          | 26 febbraio 2021 | 2  | Seconda puntata  | 8 dicembre 2021  |
| 4  | Episodio 4          | 26 febbraio 2021 | 2  | Seconda puntata  | 8 dicembre 2021  |
| 5  | Episodio 5          | 26 febbraio 2021 | 3  | Terza puntata    | 15 dicembre 2021 |
| 6  | Episodio 6          | 26 febbraio 2021 | 3  | Terza puntata    | 15 dicembre 2021 |
| 7  | Episodio 7          | 26 febbraio 2021 | 4  | Quarta puntata   | 22 dicembre 2021 |
| 8  | Episodio 8          | 26 febbraio 2021 | 4  | Quarta puntata   | 22 dicembre 2021 |

## Prima puntata

### Episodio 1
Francesco è uno psicoanalista milanese, separato da tempo da Angelica e con tre figlie che ha cresciuto da solo: Sara, prossima al matrimonio con Filippo, Marta, ricercatrice universitaria che ha troncato la relazione con il suo amante, il preside Ettore Ascione, ed Emma, che ha appena finito il liceo.
Dopo che anche l'ultima delle sue figlie lascia la casa paterna, Francesco ha un attacco di panico e finisce in ospedale dove viene visitato dalla dottoressa Cafini.
Una serie di circostanze costringe le tre figlie a tornare a vivere con lui, e Francesco dovrà gestire questa situazione inaspettata, mentre cerca di mettere ordine nella sua vita e in quella dei suoi pazienti.
- Ascolti: telespettatori 2 592 000 – share 12,6%[6].

### Episodio 2
Marta si riappacifica con Ettore e accetta il suo invito a tornare all'università, Emma non è partita per l'Inghilterra per iniziare a lavorare per la società di marketing di Claudio Malesci che aveva conosciuto all'aeroporto mentre Sara, che ha fatto una scappatella con la sarta Niki, non sembra del tutto convinta di sposarsi con Filippo.
Intanto l'NCC Matteo De Tommasi, amico di Francesco, ha modo di conoscere Chiara Leonardi, cacciatrice di teste.
- Ascolti: telespettatori 2 592 000 – share 12,6%[6].

## Seconda puntata

### Episodio 3
Francesco decide di confidarsi con la Cafini ma alla festa di Chiara Leonardi, alla quale si è imbucato insieme a Matteo, ha una crisi e viene soccorso proprio dalla dottoressa. Poco dopo scopre che Sara ha invitato la madre al matrimonio e sviene cadendo nella piscina delle terme.
Nel frattempo nello studio del padre Marta ha avuto modo di conoscere un avvocato del lavoro, Riccardo Della Martire, che inizia a frequentare.
- Ascolti: telespettatori 1 795 000 – share 9,3%[7].

### Episodio 4
Francesco continua con le sedute dalla dottoressa Cafini. Marta intanto viene allontanata dalla facoltà e così chiede aiuto a Riccardo per fare causa a Ettore. Lo stesso giorno al matrimonio di Sara succede di tutto: Marta fa l'amore con Riccardo in auto venendo sorpresa dal padre.
Emma riceve la visita di Claudio che inizialmente la rimprovera per aver sponsorizzato male dei gioielli all'evento salvo poi farle i complimenti allontanandosi dopo l'approccio tentato dalla ragazza, la sposa invece, mentre gli invitati stanno tutti ballando, si apparta con Niki baciandola e venendo beccata da Filippo che se ne va scioccato.
Francesco ha capito tutto e torna a casa molto provato venendo consolato dall'amico Matteo.
- Altri interpreti: Giancarlo Previati (Giacomo), Lele Vannoli (ricettatore).
- Ascolti: telespettatori 1 795 000 – share 9,3%[7].

## Terza puntata

### Episodio 5
Francesco sogna di fare l'amore con la Cafini; proprio alla psichiatra racconta di aver sognato mentre lo faceva con una donna senza svelare che si tratta proprio di lei. Poco dopo per strada la vede baciare un uomo e si intristisce.
Riccardo confessa a Francesco di aver mentito alla ragazza dato che non è ancora un avvocato ma solo un praticante. Emma salva la figlia di Claudio, accusata di aver rubato dei vestiti in un negozio, e i due si baciano in auto.
Francesco sente Emma e Marta discutere di questa cosa e si intromette arrabbiandosi molto dato che lei ha solo 18 anni e Claudio ne ha almeno 30 in più; lo stesso Malesci a cena le fa presente che la loro è stata una scivolata.
Intanto Sara, che ha passato la notte da Niki ed è molto confusa, all'hotel dei suoceri si scontra duramente con Piera, la madre di Filippo, che poi chiama Francesco attaccando pure lui; poco dopo Filippo per messaggio le chiede la separazione. Matteo inizia a frequentare Chiara. Una sera Francesco aspetta la dottoressa Anna Cafini dicendole che era lei nel sogno.
- Altri interpreti: Giancarlo Previati (Giacomo).
- Ascolti: telespettatori 1 759 000 – share 9,3%[8].

### Episodio 6
Francesco confessa alle figlie di non aver concesso il divorzio a loro madre e di essere ora pronto a farlo. Marta vuole dimostrare che la ricerca universitaria sia la sua e Riccardo continua ad aiutarla non trovando il coraggio di dirle chi è veramente.
Sara affronta Filippo il quale le dà il tempo di trovarsi un altro lavoro prima di dare le dimissioni forzate; sarà Niki a trovarle un'occupazione in un b&b di un'amica.
Emma conosce un ragazzo in sede facendo ingelosire Claudio il quale però la respinge di nuovo. Riccardo confessa a Marta di essere solo un praticante e di essere paziente del padre ma lei si è addormentata e poco dopo viene sorpreso proprio da Francesco nello studio.
- Altri interpreti: Michelangelo Pulci (Andrologo).
- Ascolti: telespettatori 1 759 000 – share 9,3%[8].

## Quarta puntata

### Episodio 7
Emma vuole iscriversi alla facoltà di scienze della comunicazione. Francesco inizia le pratiche per il divorzio da Angelica. Marta chiede aiuto a Riccardo per la separazione della sorella ma lui risponde che non è il suo campo.
Riccardo decide che è arrivato il momento di risolvere la questione e comunica a Marta che deve andare all'estero per lavoro. Claudio ed Emma ci ricascano e si baciano sul lavoro davanti a tutti; poco dopo l'uomo si confronta con Francesco nel suo studio.
Sara e Marta scoprono che Filippo ha già una nuova compagna; mentre Niki le propone di fare un viaggio insieme, la ragazza scopre di essere incinta e a cena racconta tutto al padre. Matteo rifiuta le avances di Chiara perché teme di fare brutta figura a letto.
- Ascolti: telespettatori 1 543 000 – share 7,9%[9].

### Episodio 8
Francesco si è buttato con Anna e, dopo aver deciso di interrompere la terapia e il loro rapporto medico-paziente, la invita a cena. Marta scopre la verità dalla zia di Riccardo ma decide di perdonarlo. Sara comunica a Niki e a Filippo di essere incinta; quest'ultimo decide quindi di perdonarla e le chiede di tornare insieme.
Francesco incontra Angelica che finalmente è tornata a Milano e che vuole rivedere le figlie. Matteo va a casa di Chiara e si dichiara. La cena tra Francesco e Anna salta poiché Angelica picchia contro un tram e finisce al pronto soccorso; la donna si risveglia dopo non molto in ospedale davanti alla famiglia ma ha perso la memoria.
- Altri interpreti: Herbert Ballerina (Giulio).
- Ascolti: telespettatori 1 543 000 – share 7,9%[9].